# Авенида Сан-Хуан
Авенида Сан-Хуан (исп. Avenida San Juan) — один из основных проспектов в южной части города Буэнос-Айрес, Аргентина. Он в основном характеризуется частными домами, кроме того на проспекте есть большой торговый центр и промышленное предприятие и даже старые дома на протяжении всего проспекта. Назван в честь провинции Сан-Хуан.
Под большей частью проспекта, проходит линия Е метрополитена Буэнос-Айреса. Авенида Сан-Хуан проходит в 50 метрах от автодороги Autopista 25 de Mayo.

## Особенности
Проспект Авенида Сан-Хуан  в своём путешествии с запада на восток, проходит через несколько районов Буэнос-Айреса: Сан-Тельмо, Конститусьон, Сан-Кристобаль, Боэдо. Проспект проходит параллельно проспектам Авенида Касерос, Авенида Индепенденсия, Авенида Хуан де Гарай, Авенида Бельграно и Авенида Ривадавия.
На проспекте расположены станции метро Буэнос-Айреса: Сан-Хуан линии С; Сан-Хосе, Энтре-Риос, Пичинча, Хухуй, Хенераль Уркиса, Боэдо и Авенида Ла-Плата линии E; и Умберто I линии H.
Авенида Сан-Хуан когда-то была узкой улицей на окраине маленького городка Буэнос-Айрес. В западном направлении она была проселочной дорогой, которая уходила в пампасы. В 1822 году Бернардино Ривадавия и предложил начать расширение старых улиц, чтобы превратить их в проспекты, фактически улица была улучшена только к западу от Авенида Энтре-Риос. По плану Буэнос-Айреса (1850) показано, что в то время почти не было зданий на этой улице, которая текла на запад переходя в проселочную дорогу, которая теперь называется Авенида Чиклана. Только в последующие десятилетия Авенида Сан-Хуан постепенно становится одной из центральных улиц города.
В промежутке между Авенида Энтре-Риос и Авенида Сан-Хуан оставалась узкая мощеная улица в районе Сан-Тельмо, где до 1970-х годов не действовало постановление города вышедшее в июле 1904. По этому постановлению была обоснована необходимость строительства новых зданий, которая включала расширение узкой колониальной улицы, но реконструкция шла крайне медленно. Здесь все ещё стояли дома девятнадцатого века, которые нужно было снести.
В 1972 году при расширении проспекта Авенида 9 де Хулио (начато в 1937) достигшего улицы Авенида Сан-Хуан, были снесены дома до номера 1000. Расширение улицы Авенида Сан-Хуан было начато около 1978 года и было завершено во время правления мэра Освальдо Касиоторе (Cacciatore).

## Путешествуя по улице

### Сан-Тельмо

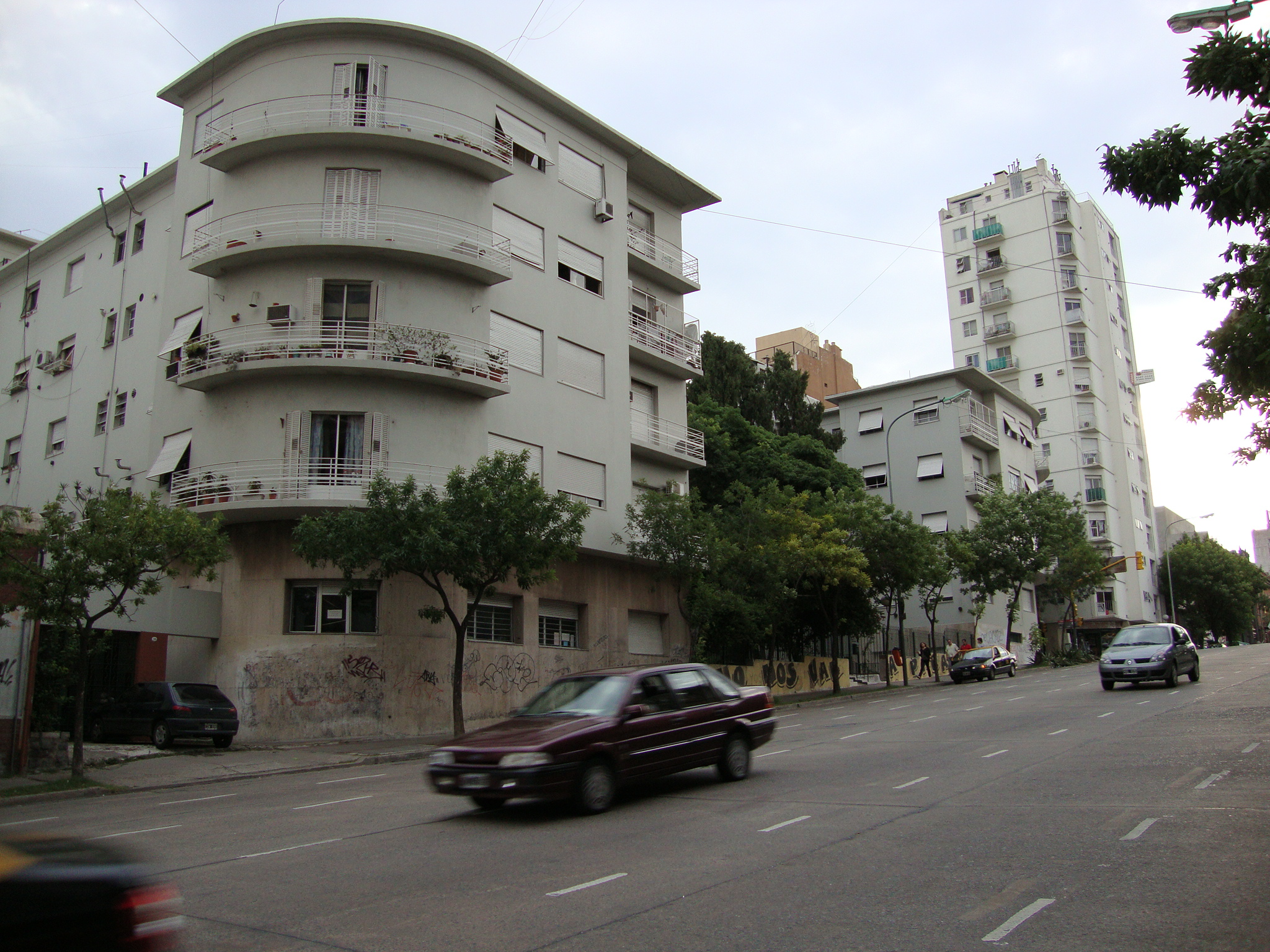
Каса "Америка".

Авенида Сан-Хуан начинается от проспекта Авенида Инхеньеро Уэрго, практически в самом начале шоссе Autopista 25 de Mayo, на границе районов Сан-Тельмо и Пуэрто-Мадеро, недалеко от дока № 1.
На углу с улицей Azopardo расположена школа технического образования SEGBA, напротив старой спортивной площадки техникума Отто Краузе, построенная благодаря правительству города. После пересечения проспекта Авенида Пасео Колон, проходит по старому берегу Рио-де-ла-Плата в районе Сан-Тельмо. На углу с улицей Balcarce расположено здание Каса Америка (1939) и через дорогу расположено здание бывшего Patronato de la Infancia (детский дом 1892, архитектор Хуан Антонио Буисказзо (Buschiazzo)), сейчас Культурный центр Испании в Аргентине.

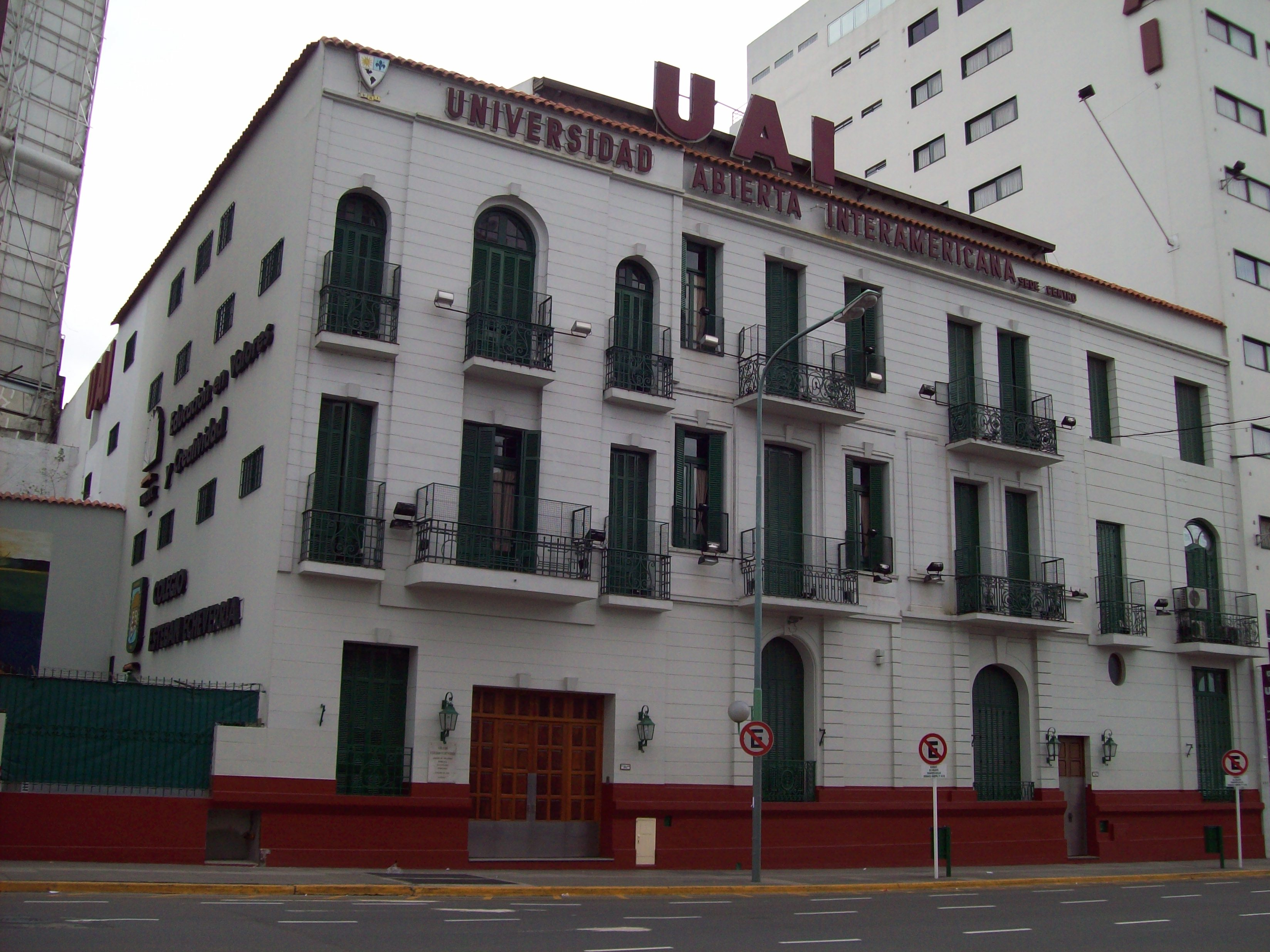
Университет Abierta Interamericana

На следующем перекрёстке, находится бывшая табачная фабрика Nobleza Piccardo, превращённая в музей современного искусства, в настоящее время закрыт для публики в связи со строительством нового культурного центра Polo Cultural Sur. Под номером 353 расположена Государственная школа № 26 D.E. 04 "Hipólito Yrigoyen".
Под номером 600 ранее находилось несколько домов, снесенных за счет расширения шоссе, сейчас используется в качестве городской площади, по имени Сесилии Гриерсон. На следующем квартале, также расположена площадь названная в честь Росарио Вера Пеналоза. Под номером 900 находится Университет Abierta Interamericana.

### Контитусьон

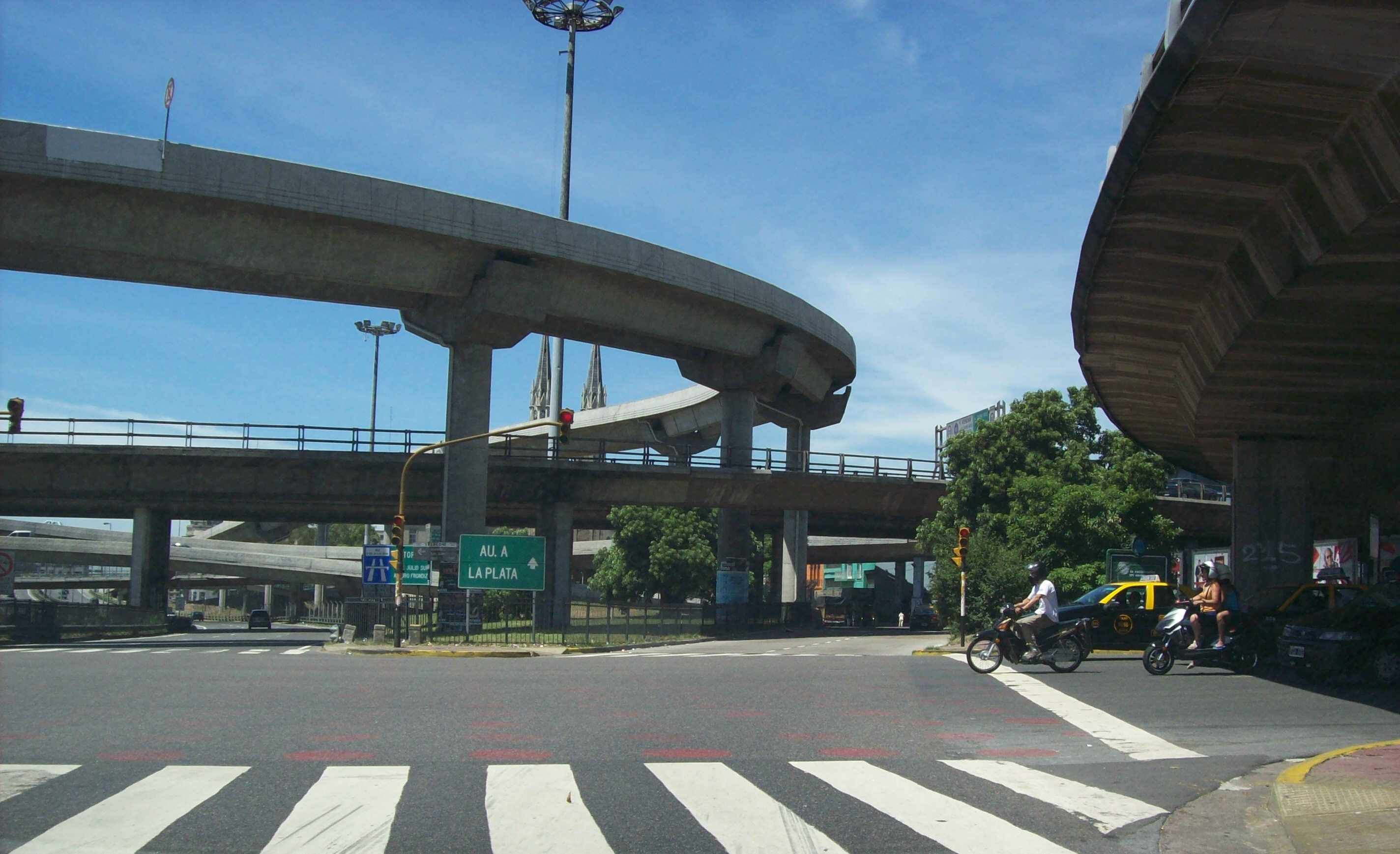
Развязка на проспекте Авенида 9 де Хулио.

Пересекая улицу Пьедрас, Авенида Сан-Хуан входит в район Контитусьон.
Под номером 1000, проспект пересекает улицу Бернардо де Иригойена где расположена станция метро Сан-Хуан линии С рядом с пересечением автомагистралей, где начинается шоссе Autopista Presidente Arturo Frondizi, которое пересекает проспект Авенида 9 де Хулио. Шоссе известно тем, что в июле 2007 года здесь произошло много аварий на крутом повороте автодороги, в которых грузовики теряли свои грузы и один упал с моста.
На пересечении с улицей Сальта расположена Государственная школа № 16 D.E. 03 "Eustaquio Cárdenas". Под номером 1349 расположен филиал Correo Argentino. На углу с улицей Виррей Севальос находится площадь Плаза Лола Мора, где произошло открытие автодороги autopista 25 de Mayo. Под номером 1545 расположена Общественная школа Nº 01 D.E. 03 "Bernardino Rivadavia".

### Сан-Кристобаль
На углу с проспектом Авенида Энтре-Риос расположен филиал Национального банка, где писатель Родольфо Уолш был убит агентами военной диктатуры при перестрелке в период установления военной диктатуры. Под номером 2021 находится Hospital Oftalmológico Santa Lucía. На углу с улицей Пичинча в доме под номером 2277 расположена Государственная школа Nº 25 D.E. 03 "Gervasio Posadas"". Под номером 2461 расположен Национальный дворец - где работает евангелистская церковь, под номером 2651 находится окинавский центр в Аргентине, и в доме под номером 2850 расположен большой гипермаркет Плаза Vea.
В доме под номером 3255 находится культурный центр Julián Centeya, созданный при участии Правительства города.

### Боэдо

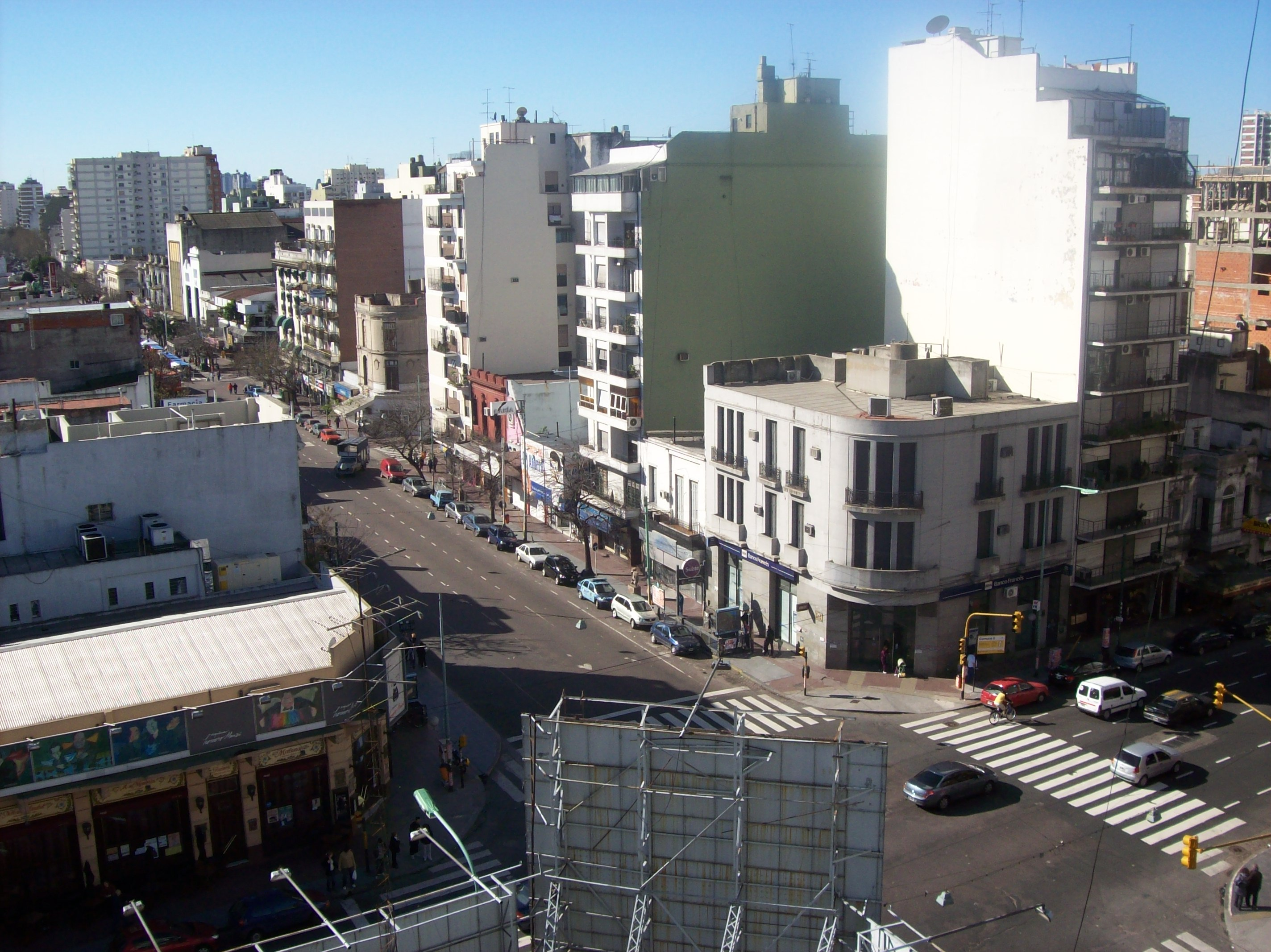
Угол проспектов Авенида Боэдо и Авенида Сан-Хуан. Слева виден бар Esquina Homero Manzi.

При пересечении улицы Санчес де Лория, Авенида Сан-Хуан входит в район Боэдо. В доме под номером 3330 расположен филиал сети супермаркетов Carrefour и под номером 3622, здание, где работает рынок Меркадо Сан-Хуан.
На пересечении с проспектом Авенида Боэдо, находится станция метро Боэдо линии Е. За углом, расположен замечательный бар танго с большой историей и традициями. Он носит имя Esquina Homero Manzi.
Авенида Сан-Хуан заканчивается на проспекте Авенида Ла-Плата, а далее она идёт под именем Авенида Директорио. Здесь находится Начальная школа № 6 “San José de Calasanz”.